# خانه پیش‌ساخته

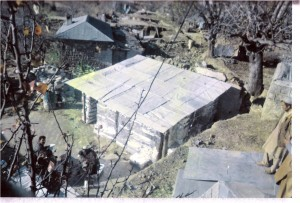
خانه پیش‌ساخته

خانه پیش‌ساخته (انگلیسی: Prefabricated home) نوعی از ساختمان پیش‌ساخته محسوب می‌شود، که قطعات آن در خارج از سایت، در ابعاد استاندارد که به آسانی قابل نصب باشند، ساخته شده، سپس در محل مورد نظر نصب می‌گردند. برخی از خانه‌های پیش‌ساخته جدید در طراحی خود، از سبک‌های پست‌مدرنیسم و فیوچریسم، الهام گرفته‌اند. پیشینه ساخت خانه‌های پیش‌ساخته، به دهه ۱۹۱۰ میلادی و استفاده از آنها در ایالات متحده آمریکا بازمی‌گردد. اصطلاح خانه‌های پیش‌ساخته ممکن است به خانه‌های قابل‌حمل که بر روی چرخ قرار دارند نیز اشاره داشته باشد.